# Kotłownia

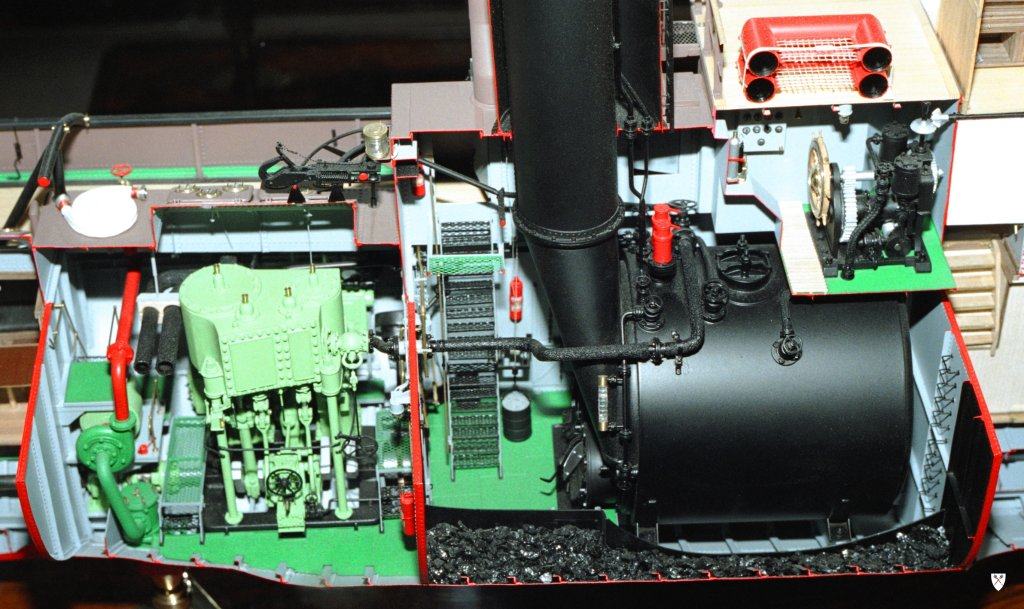
Siłownia parowa holownika Słoń ex. Saturn zbudowanego w 1893 r. Maszynownia z maszyną parową (po lewej) i kotłownia

Kotłownia – pomieszczenie lub budynek, przedział statku lub okrętu, w którym znajduje się kocioł grzewczy lub parowy. 
Na statku część siłowni, przeważnie wydzielona. W odniesieniu do okrętownictwa termin archaiczny.